# Barbara Krężołek-Paluch
Barbara Krężołek-Paluch (również jako Barbara Paluchowa) (ur. 1944 w Kobylance) – polska artysta-plastyk, poetka, redaktorka, animatorka kultury, dama Orderu Uśmiechu.

## Życiorys
Urodziła się na Podkarpaciu w Kobylance koło Gorlic. Dzieciństwo spędziła w Krynicy-Zdroju. Uczęszczała do Liceum Ogólnokształcącego im. mjra H. Sucharskiego w Krynicy-Zdroju, gdzie w 1961 roku zdała maturę. Studiowała w Krakowie na ASP na Wydziale Architektury Wnętrz.
Naczelny plastyk Nowego Sącza w latach 1978–1983. Projektantka wnętrz, małych form architektonicznych (m.in. pomnik rozstrzelanych w Młodowie). Redaktor lokalnego miesięcznika w Piwnicznej-Zdroju „Znad Popradu” (ISSN 1234-1223), wreszcie jego redaktor naczelna do 2016.
Jako poetka zadebiutowała w 1986 na łamach Gazety Krakowskiej.
Jej wiersze opublikowano m.in. w: Przekroju, Gazecie Krakowskiej, Dzienniku Polskim, Nowej Poezji, Gazecie Kulturalnej, Gościu Niedzielnym, Magdalence Literackiej, Gazecie Petersburskiej (polonijna), prasie regionalnej w Polsce oraz w antologiach.
Pomysłodawczyni piwniczańskiego „Wrzosowiska”, dorocznych sierpniowych spotkań poetyckich.
Jej obrazy zakupiono do zbiorów prywatnych w Polsce, Francji, Austrii i USA.
Należy do Związku Literatów Polskich, Związku Polskich Artystów Plastyków i Grupy Poetyckiej „Sądecczyzna”.
Jest damą Orderu Uśmiechu, odznaczenia przyznawanego od 1968.

## Życie prywatne
Mąż – Jerzy Paluch (syn Stanisława Palucha, syna Ludwika i Agnieszki z domu Skalska), lekarz pediatra. Mieszkali od stycznia 1969 w Piwnicznej-Zdroju. Doktor Jerzy Paluch odszedł w kwietniu 2010 roku, po 35 latach pracy w lokalnym Ośrodku Zdrowia.

## Nagrody
- Order Uśmiechu (2005),
- Brązowy Medal „Zasłużony Kulturze Gloria Artis” (2009),
- Odznaka „Zasłużony Działacz Kultury” (2000),
- Odznaka Honorowa „Zasłużony dla Ziemi Sądeckiej” (2007),
- Doroczna Nagroda Starosty Nowosądeckiego (2008),
- Nagroda im. Władysława Orkana (2010),
- Order Błękitnej Niezapominajki (2015),
- Złote Jabłko Sądeckie (2016)
- „Osobowość Roku 2016” – plebiscyt Gazety Krakowskiej  w kategorii kultura (powiat nowosądecki).
- nominacja do tytułu „Sądeczanin Roku 2017”
- Laureatka VIII Konkursu literackiego o Nagrodę im. ks. prof. Bolesława Kumora (2020)[6]

## Twórczość
- Wiersze, Kraków 1991,
- Zielenią ku niebu, Piwniczna 1993,
- Trawy płyną, Nowy Sącz 1994,
- Dom bez okien, Piwniczna 1996,
- Rozmowa z wiatrem, Kraków 1999, ISBN 83-85846-38-7[1],
- Za co babcia kocha Kraków (tekst i ilustracje), Wydawnictwo Skrzat, Kraków 2000, ISBN 83-87972-13-4,
- W zwierciadle mojego czasu, Kraków 2001,
- Bajki naszego dzieciństwa, (autorka ilustracji), (2001), ISBN 83-88520-25-3,
- O kwiatach i Agatce niejadce, Bochnia 2002,
- Moim górom, „Civitas Christiana”, Kraków 2004, ISBN 83-916984-6-7
- Kusoczek Beskida (ros. Odrobina Beskidu), polsko-rosyjski wybór wierszy (2005) Sankt Petersburg,
- W bioły izbie dusy (2007) – wiersze gwarowe ISBN 978-83-923234-1-9,
- Na moim drzewie (2008),  ISBN 978-83-926572-0-0,
- Wyspy Jaśminowe : poezja miłosna (2010) ISBN 978-83-923234-8-8[7],
- Dar pamięci : dawni ludzie, rodziny, dawne domy : Dziedzictwo kulturowe miasta i gminy Piwniczna-Zdrój, Stowarzyszenie na Rzecz Osób Przewlekle Chorych i Dzieci Niepełnosprawnych Nasz Dom (2013) ISBN 978-83-937080-0-0,
- O góralce Hanusi i panience Danusi (2015)[9] (m.in. o Danucie Szaflarskiej)
- Tam, gdzie rosną gorzkie kwiaty (2016) ISBN 978-83-928794-8-0.
- Dar pamięci: Tom II (2019)[10].